# Église Saint-Pierre de Nottingham
L’église Saint‑Pierre de Nottingham (en anglais : St Peter’s Church, officiellement The Church of St Peter with St James)  est une église paroissiale anglicane située dans le centre-ville de Nottingham, en Angleterre. Elle fait partie de la paroisse de St Peter and All Saints de Nottingham. L'église est classée monument historique ou architectural de Grade I (exceptionnel) par les autorités britanniques.

## Localisation
Située sur St Peter’s Square, à proximité du Council house, elle est entourée d’un paysage urbain dense mais reste une oasis paisible.

## Histoire
Saint-Pierre est l'une des trois églises paroissiales médiévales de Nottingham, avec Sainte-Marie et Saint-Nicolas. Le site abrite une première chapelle dès environ 1100, reconstruite vers 1180 après un incendie, puis progressivement agrandie jusqu’au XIVᵉ siècle, avec notamment la tour et la flèche (ca. 1340), le transept nord vers 1360 et le clerestory (ca. 1480).  La paroisse de l'église Saint-Jacques de Standard Hill, fondée en 1807, a été rattachée à Saint-Pierre en 1933, donnant ainsi naissance à l'appellation officielle « Saint-Pierre-et-Saint-Jacques » (Saint-Jacques a été démolie quelques années plus tard ; certains monuments de Saint-Jacques sont conservés à Saint-Pierre).

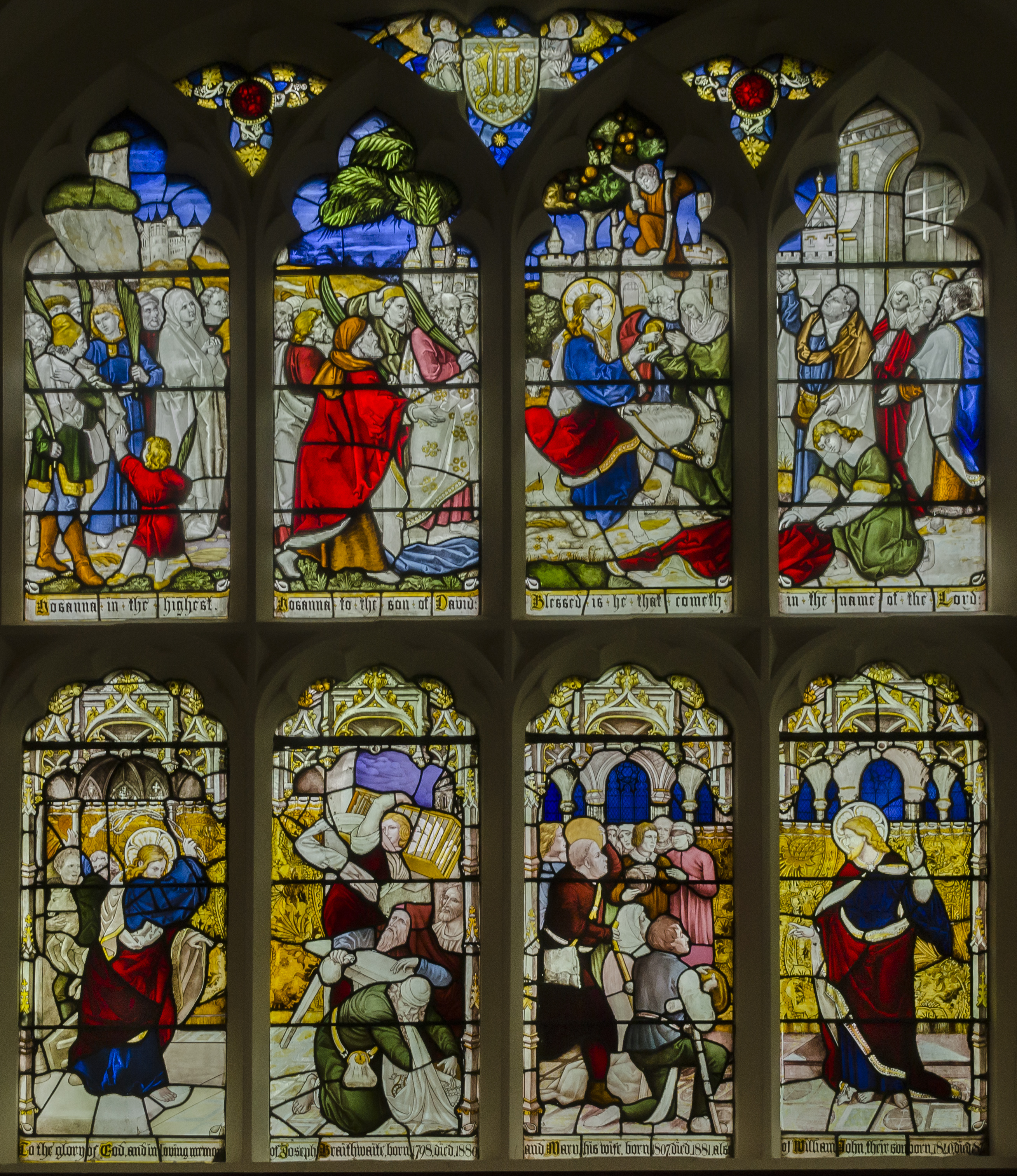
Vitrail Burlison & Grylls (1881)

## Architecture
L’édifice combine des éléments normands, gothiques et victoriens :
- Tour carrée et flèche de 46 m
- Intérieur voûté rythmé d’arcades du XIIIᵉ siècle et d’un chancel screen victorien
- Vitraux remarquables, dont une création de Burlison & Grylls (1881)

## Vie paroissiale
Toujours en activité, elle accueille cultes, chœur, concerts réguliers et une dynamique communauté anglicane.

## Patrimoine et classement
Classée Grade I, elle est considérée comme l’un des plus vieux bâtiments publics de la ville, avec des éléments préservés du XIIIᵉ siècle.